# Baby Scream
Baby Scream es el alter ego del músico argentino Juan Pablo Mazzola, lo que en su momento era una banda con el paso del tiempo se fue convirtiendo en su proyecto de canciones en inglés. 
Ha colaborado con músicos como Muddy Stardust (Burning Tree, Chris Robinson Brotherhood), Eric Dover (Jellyfish, Alice Cooper), Rinaldo Rafanelli (Sui Generis, Color Humano) y Seba Rubin (Grand Prix, Los Andes). En casi 20 años de carrera ha lanzado 7 álbumes de estudio, 6 EPs, 8 singles y 2 compilados, editados por diferentes sellos en Argentina, Alemania, Estados Unidos, España y Reino Unido.
Además de su fundador, ha tenido varios integrantes entre 2008 y 2022.

## Historia

### Primeros años
Inicialmente fue un dúo acústico integrado por Juan Pablo Mazzola y Cristian Basualdo, formado en Buenos Aires, Argentina. Con el paso del tiempo, fueron sumando integrantes hasta conformar la primera formación junto a Claudio Salas en baterías y Javier Barello en bajo.
El grupo fue formado en plena crisis económica del 2001, con lo cual inicialmente trabajaron casi exclusivamente en estudio. Grabaron discos que nunca editaron o que salieron en forma independiente. En 2006 contratan a Sebastian Rubin (Grand Prix, Los Andes, Los Campos Magnéticos y otros) para que le produzca un EP que titularon Monsters EP y que fue editado por Beyond Your Mind Records en Alemania, en 2007.
Entre varias idas y vueltas de integrantes, Basualdo y Mazzola grabaron una segunda producción junto a Sebastian Rubin que titularon Ups and Downs. Fue editado en Estados Unidos bajo el sello Recorded Recording Records en 2008. Esa edición incluyó además canciones de otros EPs titulados The Riots y Planet Michael.

### Banda solista
Tras la salida del disco, Basualdo dejó el proyecto y Mazzola quedó como único integrante, pasando a usar el nombre Baby Scream como seudónimo, presentándose la mayoría de las veces acompañado solo de una guitarra acústica.
En 2009, se suman a la banda Claudio Salas, Hernán Pascual en guitarra y a Raúl Marcos en bajo. Con esta formación grabaron Baby Scream y Secret Place. Ambos salieron ese mismo año en simultáneo, uno en Reino Unido y el otro en Argentina por el sello Eternal Sunday.
Tras esta salida, Juan Pablo Mazzola se radicó en Alemania, Reino Unido, Estados Unidos y España. De esta manera, editó con diversos sellos en diferentes países con Baby Scream.
En estos álbumes participaron como productores o invitados otros artistas de renombre como Eric Dover (Jellyfish, Slash's Snakepit, y Alice Cooper), Muddy Stardust (Chris Robinson Brotherhood y Col Parker), Rinaldo Rafanelli (Sui Generis, Color Humano y Polifemo), Juan Rodríguez (Sui Generis) y Sebastian Rubin.
En 2020 Baby Scream editó un disco de covers titulado Just Covers producido por Nick Schinder (The Child y Deep River Running) quien ya había trabajado junto a Mazzola en anteriores discos.

### Renacimiento
Dos años más tarde renace el proyecto con nuevas composicones en el que es su séptimo disco de estudio titulado Castell de Pop, primera referencia discográfica del sello independiente Exile Records. El disco fue muy bien recibido por la prensa española, se presentó en vivo en varios puntos de la Comunidad Valenciana. Según cuenta Juanjo Mestre en su reseña para Exile SH Magazine "una sincronía, aunque distante en el tiempo, con la obra de Bell, y a la que se sumarían conexiones cósmicas con nombres como Paul Westerberg, Alex Chilton, Radiohead, Elliott Smith, Bob Dylan, John Lennon"

## Discografía

### Álbumes de estudio
- 2008: Ups and Downs (Recorded Recording Records, Estados Unidos).
- 2010: Baby Scream (OK! Records, Reino Unido).
- 2011: Secret Place (Eternal Sunday, Argentina).
- 2013: Baby Scream - Special Extended Edition (OK! Records, Reino Unido).
- 2014: Fan, Fan, Fan (Baby Scream Records, Argentina).
- 2020: Just Covers (Eternal Sunday, Argentina).
- 2022: Castell de Pop (Exile Records, España).

### Eps
- 2002: The T.Rex EP (Bourbon Records, Argentina).
- 2005: The Strange Flowers vs Baby Scream (Beyond Your Mind Records, Alemania).
- 2006: Monsters EP (Beyond Your Mind Records, Alemania).
- 2009: Identity Theft (Recorded Recording Records, U.S.A.).
- 2017: Life’s a Trap (Baby Scream Records, Argentina).[11]
- 2018: Things You Can Say To a Stranger Life’s a Trap (Baby Scream Records, Argentina).[12][13][14][15][16]

### Singles
- 2007: The Riots, con The Morning Light (Independiente).
- 2009: Ojos Orientales, con Mucho Mungo/MT. Elga (Independiente).
- 2011: Hit and Run, con 20th Century Baby (Eternal Sunday, Argentina).
- 2013: Haters Will Hate, con I Don't Want To Wanna Up From This Dream (Independiente).
- 2013: Xmas Tree (All Pain Is Left Behind) (Independiente).
- 2020: Guts (Independiente).
- 2020: Britney Has Left The Building (Independiente).
- 2022: Explosions (Exile Records, España).
- 2022: Here (Exile Records, España).
- 2022: Chillin' (Exile Records, España).

### Álbumes compilados
- 2012: Lost Balloons (Eternal Sunday, Argentina).
- 2013: Greatest Failures (Eternal Sunday, Argentina).
- 2014: The Worst Of… (Baby Scream Records, Argentina).
- 2021: Sad Balloons (Independiente).